# 12월 4일
12월 4일은 그레고리력으로 338번째(윤년일 경우 339번째) 날에 해당한다.

## 사건
- 1884년 - 조선에서 개화파에 의한 갑신정변 발생.
- 1909년 - 정합방찬성회가 결성됐다.
- 1950년 - 대한민국 평양 철수 작전.
- 1959년 - 니가타 일본 적십자 센터 폭파 미수 사건.
- 1975년 - 수리남, 유엔 가입.
- 1998년 - 전라남도 순천시에서 열렸던 《소년소녀가장돕기 콘서트》 현장에서 여학생 관객이 몰리면서 2명 실신, 10여 명 부상.
- 2012년 - 태풍 ‘보파’가 필리핀을 강타하여 300명 이상의 사망자와 1천 명 이상의 부상자가 발생하다.
- 2018년 - 고양시 온수배관 파열사고가 발생했다.
- 2024년 - 대한민국 대통령 윤석열이 비상 계엄을 종료했다.

## 문화
- 1899년 - 한국 최초의 한글체 신문이자 최초의 영자 신문인 독립신문이 대한제국 정부에 의해 폐간.
- 1980년 - 영국의 록 밴드 레드 제플린 해체.
- 2000년 - 프랑스가 고기동 · 다목적 전투기 라팔을 도입하였다.

## 탄생
- 1154년 - 제169대의 교황 교황 하드리아노 4세. (~?)
- 1795년 - 영국의 역사가 토머스 칼라일. (~1881년)
- 1835년 - 영국의 소설가 및 사상가 새뮤얼 버틀러. (~1902년)
- 1856년 - 영국의 간호사, 인도주의자 에디스 카벨. (~1915년)
- 1875년 - 오스트리아의 시인 라이너 마리아 릴케. (~1926년)
- 1890년 - 미국의 야구인 밥 쇼키. (~1980년)
- 1892년 - 스페인의 정치인 프란시스코 프랑코. (~1975년)
- 1900년 - 대한민국 기업가 공진항. (~1972년)
- 1903년 - 미국의 작가 코넬 울리치. (~1968년)
- 1927년 - 미국의 언어학자 윌리엄 라보프. (~2024년)
- 1928년 - 대한민국의 지휘자 원경수.
- 1931년
  - 영국의 기업인 켄 베이츠.
  - 프랑스의 전 아이스하키 선수 알렉스 델베키오. (~2025년)
- 1932년 - 대한민국의 제13대 대통령 노태우. (~2021년)
- 1939년 - 미국의 외교관 스티븐 보즈워스. (~2016년)
- 1940년 - 일본의 정치인, 초대 방위대신 규마 후미오.
- 1941년
  - 대한민국의 금융 출신 정치인 박태영. (~2004년)
  - 대한민국의 배우 한태일.
  - 대한민국의 피아니스트 한동일. (~2024년)
- 1942년 - 잉글랜드의 배우 제마 존스.
- 1944년 - 대한민국의 시인 김정웅.
- 1946년 - 헝가리의 배우 벌라조비치 러요시. (~2023년)
- 1949년 - 미국의 배우 제프 브리지스.
- 1951년 - 대한민국의 배우 김건호.
- 1954년
  - 대한민국의 전 아나운서 박경희.
  - 미국의 배우 토니 토드. (~2024년)
- 1957년 - 미국의 프로그래머 에릭 레이먼드.
- 1958년 - 조선민주주의인민공화국 태생 대한민국의 저술가, 대학교수 강명도.
- 1961년 - 일본의 성우 챠후린.
- 1962년 - 러시아의 전 비밀요원 알렉산드르 리트비넨코. (~2006년)
- 1963년 - 중화인민공화국 태생 대한민국의 탁구 선수 자오즈민.
- 1964년 - 미국의 배우 머리사 토메이.
- 1967년 - 스페인의 축구 선수 기예르모 아모르.
- 1968년
  - 대한민국의 배우 이성민.
  - 대한민국의 언론인 겸 시사평론가 김어준.
- 1969년
  - 대한민국의 평론가 겸 번역가 표정훈.
  - 미국의 가수 제이Z.
- 1970년 - 대한민국의 배우 김희정.
- 1972년 - 일본의 성우 미야무라 유코.
- 1973년 - 미국의 모델 타이라 뱅크스.
- 1976년 - 벨기에의 전 축구 선수 음보 음펜자.
- 1978년 - 말레아시아의 가수 겸 배우 재클린 빅터.
- 1980년 - 대한민국의 기초의회의원 박주선.
- 1981년
  - 대한민국의 방송인, 전 기상 캐스터 배수연.
  - 대한민국의 헤어 디자이너 차홍.
- 1982년 - 오스트레일리아의 목사 닉 부이치치.
- 1983년 - 대한민국의 가수 김경록 (V.O.S).
- 1985년
  - 대한민국의 야구 선수 김회성.
  - 일본의 대식가 갸루 소네.
  - 미국의 배우, 방송인 로니 오티즈.
- 1986년 - 대한민국의 가수 안지.
- 1987년
  - 대한민국의 성우 손선영.
  - 대한민국의 희극인 김병선.
  - 대한민국의 아나운서 신유진.
- 1988년
  - 대한민국의 배우 서문호.
  - 일본의 싱어송라이터 아즈사.
  - 일본의 양궁 선수 가니에 미키.
- 1989년
  - 대한민국의 배우 윤주.
  - 대한민국의 뮤지컬 배우 김보미.
  - 대한민국의 기업인 손주영.
- 1990년 - 대한민국의 가수 한초임.
- 1991년 - 미국의 종합 격투기 선수 맥스 할로웨이.
- 1992년
  - 대한민국의 가수 진 (방탄소년단).
  - 대한민국의 야구 선수 박승욱.
- 1994년
  - 대한민국의 음악 프로듀서 토일.
  - 대한민국의 배우 정세인.
- 1995년
  - 대한민국의 배우 권도형.
  - 대한민국의 야구 선수 유서준.
  - 대한민국의 리그 오브 레전드 프로게이머 파일럿.
  - 대한민국의 가수 조하.
- 1996년
  - 포르투갈의 축구 선수 디오구 조타. (~2025년)
  - 러시아의 리듬체조 선수 다리야 스밧콥스카야.
  - 대한민국의 축구 선수 김영남.
- 1997년
  - 대한민국의 축구 선수 서재민.
  - 필리핀의 배우 루루 마드리드.
- 1998년
  - 몬테네그로의 축구 선수 마르코 투치.
  - 이탈리아의 유도 선수 마누엘 롬바르도.
- 1999년
  - 대한민국의 가수 강미나 (구구단).
  - 대한민국의 가수 김도연 (위키미키).
  - 네덜란드의 축구 선수 타히트 총.
- 2000년 - 대한민국의 가수 보라비.
- 2001년
  - 대한민국의 래퍼 이진솔 (에이프릴).
  - 프랑스의 축구 선수 마이클 올리스.
- 2003년
  - 대한민국의 가수 도아 (파나틱스).
  - 주피코 동생 새롬 (TRUZ 캐릭터 솜 [SOM]).
  - 대한민국의 가수 명재현 (BOYNEXTDOOR)
- 2004년 - 대한민국의 가수 김채연 (버스터즈).
- 2008년 - 대한민국의 배우 김지안.
- 2010년 - 대한민국의 사격 선수 이다연.

### 미상
- 대한민국의 가수 김가은.

## 사망
- 기원전 530년 - 페르시아 제국의 왕 키루스 2세. (?~)
- 811년 - 프랑크 왕국의 공동 국왕 겸 네우스트리아, 프랑켄 왕 카롤루스 이우니오르. (772년~)
- 1123년 - 페르시아의 수학자 오마르 하이얌. (1048년~)
- 1334년 - 196대 로마의 교황 교황 요한 22세. (1316년~)
- 1679년 - 영국의 정치철학자 토머스 홉스. (1588년~)
- 1902년 - 미국의 언론인, 다우 존스의 공동 설립자 찰스 다우. (1851년~)
- 1973년 - 일본의 군인 오카 다카즈미. (1890년~)
- 1975년 - 독일 출신의 정치철학자 해나 아렌트. (1906년~)
- 2005년 - 미국의 영화 제작자 그레그 호프먼. (1963년~)
- 2011년 - 브라질의 전 축구 선수 소크라치스. (1954년~)
- 2014년
  - 대한민국의 배구 감독 황현주. (1966년~)
  - 일본의 사격 선수 가마치 다케오. (1936년~)
- 2017년
  - 예멘의 제1~3대 대통령 알리 압둘라 살레. (1942년~)
  - 인도의 영화 배우 샤시 카푸르. (1938년~)
  - 스페인의 정치인 마누엘 마린. (1949년~)
  - 영국의 모델 크리스틴 킬러. (1942년~)
- 2018년 - 대한민국의 소설가 김제영. (1928년~)
- 2021년 - 대한민국의 영화감독 신정원. (1974년~)
- 2022년
  - 대한민국의 바둑기사 권경언. (1941년~)
  - 다게스탄 공화국의 제1대 대통령 마고메달리 마고메도프. (1930년~)
- 2023년 - 대한민국의 영문학자 김종건. (1934년~)
- 2024년
  - 대만의 작가 경요. (1938년~)
  - 스웨덴의 왕녀 스웨덴 공주 비르지타. (1937년~)
  - 일본의 정치인 오타 세이이치. (1945년~)

## 기념일
- 해군의 날: 인도

## 같이 보기
- 전날: 12월 3일 다음날: 12월 5일 - 전달: 11월 4일 다음달: 1월 4일
- 음력: 12월 4일
- 모두 보기